# HLB International
HLB International Ltd. (HLB) ist ein 1969 gegründeter, weltweiter Verbund unabhängiger Wirtschaftsprüfer- und Steuerberatungsgesellschaften. Das Netzwerk umfasst 1128 Büros in 156 Ländern und verfügt 40.831 Mitarbeiter.
2008 ist HLB als Mitglied in das Forum of Firms aufgenommen worden, zu dem auch die Big Four gehören.

## Deutschland
In Deutschland haben sich 1972 mittelständische Wirtschaftsprüfungs- und Steuerberatungsgesellschaften dem HLB-Netzwerk angeschlossen. Es setzt sich zusammen aus 24 Mitgliedsgesellschaften mit 35 Büros und insgesamt 2675 Mitarbeitern (Stand 2023). Das Netzwerk ist unter der Dachorganisation HLB Deutschland GmbH mit Sitz in Düsseldorf organisiert und gehört zu den Top 10 der international tätigen Wirtschaftsprüfungs-Netzwerke.
Standorte der deutschen HLB Mitgliedsfirmen sind Augsburg, Berlin, Bielefeld, Bremen, Dortmund, Duisburg, Düsseldorf, Erfurt, Flensburg, Frankfurt, Gießen, Grünwald bei München, Hamburg, Hannover, Koblenz, Köln, Leipzig, Lörrach, Ludwigshafen, Mönchengladbach, München, Münster, Nürnberg, Oldenburg, Osnabrück, Passau, Saarbrücken, Sindelfingen und Wuppertal.

## Geschäftsbereiche
Die Aufgabenfelder der Netzwerkpartner von HLB unterteilen sich in folgende Bereiche:
- Wirtschaftsprüfung
- Steuerberatung
- Unternehmensberatung

## Geschichte
Namensgeber von HLBI sind die drei der fünf Gründungsgesellschaften Hodgson Harris, GB (Nachfolger von Mann Judd (GB), Mann Judd Landau (USA) und Brands & Wolff (NL)).
Die fünf ursprünglichen Gründungsgesellschaften waren 1969
- Rosen, Friedmann & Kotler / Gil Barret & Co., Kanada
- Fuller Jenks Beecroft, Großbritannien
- Fred Landau, USA
- Schwartz, Fine & Kane, Südafrika
- Fitzgerald, Gunn & Partners, Australien